# Stade de Gerland (metrostation)
Stade de Gerland - Le LOU is een metrostation aan lijn B van de metro van Lyon, in het 7e arrondissement van de Franse stad Lyon. Het station ligt in de buurt van het voetbalstadion Stade de Gerland waar het naar vernoemd is. Dit is het stadion van Olympique Lyonnais. De noordelijke toegangen van het station zijn speciaal aangelegd om een grote mensenmasse te kunnen verwerken, in verband met de aanwezigheid van dit stadion. Naast het stadion geeft dit station ook toegang tot de Halle Tony Garnier, de grootste concertzaal en evenementenhal van de stad, en het sportpaleis.
Het station is geopend op 4 september 2000, ruim twee jaar na de geplande openingsdatum in 1998: het had af moeten zijn voor de WK voetbal van dat jaar. Omdat er direct onder straatniveau een rioolbuis ligt, liggen de twee zijperrons van dit station wat dieper. Direct onder straatniveau ligt er een 'mezzanine' waardoor de sporen overgestoken kunnen worden.
Tot 11 december 2013 was dit het eindstation van lijn B. Die datum werd een verlenging naar Oullins geopend, onder de rivier de Rhône door. Het station Oullins moet in de toekomst een belangrijk overstappunt worden tussen verschillende vormen van vervoer.
Sinds 31 augustus 2020 zijn het metrostation en de bushalte op lijn 60 omgedoopt tot Stade de Gerland - Le LOU, verwijzend naar de rugbyclub LOU Rugby die het stadion bespeelt.